# F. O. H.
F. O. H. a címe a Dweezil Zappa 2012-es, a Zappa Plays Zappa nevű zenekarával 2010 körül rögzített dupla koncertlemezének (az előző dupla albumhoz hasonlóan előadóként nem a zenekar neve, hanem Dweezilé szerepel a borítón). A cím rövidítés, jelentése utalás arra, hogy a hangzóanyag a koncerten használt keverés (Front Of House) felhasználásával készült. A kiadványon minden darab Dweezil apja, Frank Zappa szerzeménye.

## A számcímek

### CD1
1. Son Of Suzy Creamcheese
2. Brown Shoes Don't Make It
3. America Drinks And Goes Home
4. Florentine Pogen
5. Catholic Girls
6. Beautiful Guy
7. Beauty Knows No Pain
8. What's New In Baltimore?
9. Road Ladies
10. Wild Love
11. Yo Mama

### CD2
1. Cletus Awreetus Awrightus
2. Easy Meat
3. The Little House I Used To Live In
4. Latex Solar Beef / Willie The Pimp
5. Fifty Fifty
6. Lucille Has Messed Up My Mind
7. City Of Tiny Lites
8. Mammy Anthem
9. Keep It Greasey
10. Tities & Beer
11. Son Of Mr. Green Genes

## A közreműködő zenészek
- Dweezil Zappa - gitár, ének
- Ben Thomas - ének
- Scheila Gonzalez - szaxofon, fuvola, billentyűs hangszerek és ének
- Chris Norton - billentyűs hangszerek
- Pete Griffin - basszusgitár
- Billy Hulting - marimba és más ütőhangszerek
- Jamie Kime - gitár
- Joe Travers - dobok, ének